# Viridis Visconti
Viridis Visconti (* um 1350; † 1. März 1414), Herzogin von Mailand und Herzogin von Österreich, entstammte der Verbindung von Bernabò Visconti, Herr von Mailand, und der Beatrice della Scala, Tochter von Mastino II. von Verona.

## Abstammung

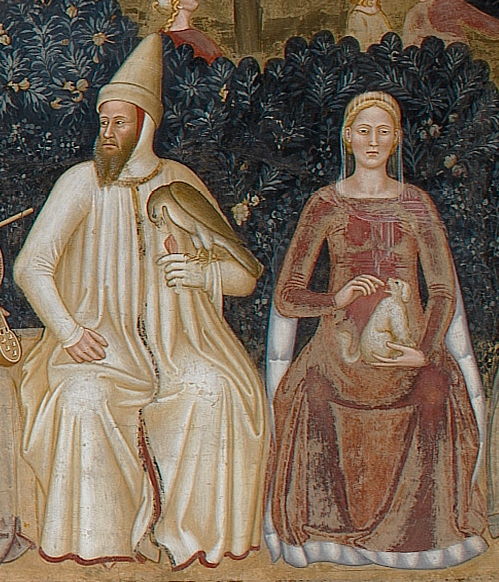
Beatrice della Scala und ihr Ehemann Bernabò Visconti, die Eltern von Viridis Visconti, der späteren Gemahlin Leopold III., Herzog von Steiermark, Gemälde Ausschnitt eines Freskos von Andrea di Bonaiuto aus der Cappella Spagnuolo, Santa Maria Novella, Florenz

Väterlicherseits entstammte Viridis dem ghibellinisch, also kaiserlich gesinntem Adelsgeschlecht der Visconti. Sie waren ein lombardisches Adelsgeschlecht, das um 1277 die Herrschaft über Mailand gewann. Gian Galeazzo Visconti (1351–1402) wurde von König Wenzel zum Herzog von Mailand gemacht.
Mütterlicherseits entstammte Viridis der ebenfalls kaiserlich gesinnten adligen Familie der Scaliger (Scaligeri, della Scala, deutsch oft auch Skaliger); sie waren Herren von Verona von 1260 bis 1387. Die Brüder Alberto II. und Mastino II., letzterer Großvater der Viridis, galten als die reichsten und mächtigsten Fürsten ihrer Generation in Italien. Mitregentschaft aber auch Verwandten- und Brudermord waren innerhalb des Geschlechts im Kampf um die Macht üblich.

## Familie
Viridis heiratete 1365 Leopold III., Herzog von Steiermark (* 1. November 1351; † 9. Juli 1386) aus dem Hause Habsburg, der in der Schlacht bei Sempach fiel. Aus dieser Verbindung gingen folgende Kinder hervor:
1. Wilhelm der Ehrgeizige/Freundliche (1370–1406)
2. Leopold IV. der Dicke (1371–1411)
3. Ernst der Eiserne (1377–1424)
4. Friedrich IV. mit der leeren Tasche (1382–1439)
5. Elisabeth[3]

## Viridis und das Kloster Sittich
Auch Viridis gilt als Wohltäterin des Klosters Sittich. Valvasor hat sie bei der Beschreibung des Klosters in der Auflistung der Donatoren dreimal aufgeführt, für die Jahre 1397, 1404, 1414 als „Viridis geborene Hertzoginn von Mayland / und Hertzoginn in Österreich“. Nach dem Tod ihres Mannes ließ sie sich in einem Vorwerk in der Nähe des Klosters nieder; sie besaß aber auch ein Haus in Laibach. Dem Abt Albrecht von Lindeck, der aufgrund seines schlechten Wirtschaftens das Kloster stets in finanzielle Schwierigkeiten brachte, lieh sie öfter hohe Summen Geldes gegen die Verpfändung von klösterlichen Ländereien. Die Abmachung war stets, dass das Kloster Messen lesen musste für ihr und das Seelenheil ihrer Eltern und ihres gefallenen Mannes. Nach ihrem Tod sollen alle Ländereien an das Kloster zurückfallen und sie solle im Kloster beigesetzt werden; ein Wunsch, der auch erfüllt wurde (Nach anderen Quellen soll sie in der Familiengruft zu Mailand beigesetzt worden sein).